# Adolfo Ferreira Loureiro
Adolfo Ferreira de Loureiro CvA • ComA • GOA • OSE • ComNSC (Coimbra, São Bartolomeu, 12 de Dezembro de 1836 – Lisboa, 22 de Novembro de 1911) foi um militar, engenheiro, escritor, poeta e político português.

## Biografia
Era filho de Felisberto de Sousa Ferreira (Coimbra, São Bartolomeu, 9 de Novembro de 1804 - 15 de Outubro de 1862) e de sua mulher Ana Augusta de Sequeira (Coimbra, São Bartolomeu, bap. 19 de Janeiro de 1809 - ?).

### Primeiros Estudos
Frequentou o Liceu de Coimbra e a Faculdade de Matemática da Universidade de Coimbra, a partir de 1851.

### Percurso Militar
Assentou Praça a 5 de Abril de 1854 e alistou-se como Voluntário no Batalhão de Caçadores N.º 8, tendo obtido licença para continuar os estudos na Universidade. Em Julho de 1856, recebeu o grau de Bacharel em Matemática, passando, pouco depois, a frequentar o curso do Estado-Maior na Escola do Exército. Fez, ainda, o curso de Engenharia desta mesma Escola, que completou a 20 de Julho de 1858, ano em que foi promovido a Alferes em 1858.
Foi, sucessivamente, promovido a vários postos do Exército: a Tenente em 1860, a Capitão em 1865, a Major em 1874, a Tenente-Coronel em 1884, a Coronel em 1893 ou 1894 e a General de Brigada em 1899. No mês de Abril de 1902, por determinação da Junta Médica do Hospital Militar de Lisboa, Adolfo Ferreira Loureiro passou à reserva como General de Divisão, reformando-se ao fim de cinco anos, em 1907.

### Carreira de Engenheiro
Elaborou vários projectos de Engenharia, que contribuíram para ser nomeado
Engenheiro Director da 1.ª Secção Hidráulica do Ministério das Obras Públicas, Director das 1.ª, 2.ª e 3.ª Circunscrições Hidráulicas do Ministério das Obras Públicas, Vogal da Comissão Central Permanente de Piscicultura, Diretor-Geral das Obras Públicas e Minas, e, posteriormente, Presidente do Conselho Superior de Obras Públicas e Minas, etc.
Entre os projectos e estudos e Engenharia que fez, destacam-se o projecto de melhoramento dos Portos de Leixões e de Lisboa, os estudos sobre os Portos de Macau, Funchal, Horta, Ponta Delgada e São Vicente de Cabo Verde, e os projectos que elaborou sobre e para várias estradas, cais e saneamento de pântanos, melhoramento de portos, etc. Dirigiu as obras do Rio Mondego, da Barra da Figueira da Foz, do Porto de Lisboa como Director-Geral e Director-Fiscal das Obras, de todas as bacias hidráulicas entre os Rios Lis e Guadiana, e as obras da Penitenciária de Lisboa e da Escola Agrícola de Coimbra, tendo sido Director Interino das Obras Públicas do Distrito de Coimbra, etc.
Em 1883, foi em Comissão à Índia Britânica, a Ceilão, Singapura, China e Macau. Entre 1894 e 1896, teve o cargo de Vice-Presidente da Real Sociedade de Geografia de Lisboa, da qual era Membro, e presidiu à Secção de Geografia da mesma Sociedade. Foi Presidente da Associação dos Engenheiros Civis Portugueses e à Associação dos Arqueólogos Portugueses.
Publicou diversas obras sobre os seus estudos e trabalhos de Engenharia, tendo, também, redigido alguns elogios históricos. Colaborou nos jornais "Literatura Ilustrada" e "Arquivo Universal" e na "Revista de Obras Públicas e Minas".

### Percurso Político
Apoiado pelo Partido Progressista, foi eleito Deputado para Legislatura de 1890, pelo 1.° Círculo Eleitoral de Macau, de que prestou juramento a 15 de Janeiro de 1890, e, na Legislatura de 1890-1892, representou o referido Círculo Eleitoral como Deputado da Legislatura anterior, até ao dia 27 de Maio de 1890. Foi eleito para a Legislatura de 1900, pelo Círculo Eleitoral de São Tomé, de que prestou juramento a 18 de Janeiro de 1900, durante a qual fez parte de duas Comissões em datas desconhecidas de 1900 e teve quatro Intervenções, a 1, 9 e 26 de Março e a 18 de Maio de 1900. Em 1900, fez parte das Comissões Parlamentares de Obras Públicas e do ultramar. As suas intervenções parlamentares foram muito escassas. No primeiro dia de Março de 1900, em conjunto com José António de Almada, Salvador Gamito de Oliveira e outros Deputados, renovou a iniciativa dum Projecto de Lei assinado pelo 1.° Visconde da Ribeira Brava, a 27 de Abril de 1898, relativo às levadas da Ilha da Madeira. A 9 de Março de 1900, subscreveu, com Augusto José da Cunha, José Joaquim da Silva Amado e outros, um Projecto de Lei para ser concedido, à Associação Científica e de Instrução Gratuita Instituto 19 de Setembro, um subsídio anual permanente de 600$000 réis. A 18 de Maio de 1890, interveio na discussão do Parecer da Comissão do Ultramar, de que era Membro, sobre a Proposta de Lei do Ministro do Ultramar Eduardo Vilaça, relativa à exploração e construção de caminhos-de-ferro nas Províncias Ultramarinas, por conta do Governo. Defendeu o Projecto de Lei, considerando o caminho-de-ferro como um meio de organização política e administrativa e um pólo de difusão da Instrução e de desenvolvimento das Colónias.

### Títulos e Condecorações
Tinha e possuía a Carta de Conselho ou de Conselheiro e foi do Conselho de Sua Majestade Fidelíssima.
- Comendador da Ordem de Nossa Senhora da Conceição de Vila Viçosa de Portugal[4]
- Medalha Militar de Bons Serviços de Portugal[4]
- Medalha Militar de Comportamento Exemplar de Portugal[4]
- Cavaleiro da Ordem de Avis de Portugal[4][12]
- Comendador da Ordem de Avis de Portugal[4][12]
- Grande-Oficial da Ordem de Avis de Portugal[12]
- Oficial da Ordem de Sant'Iago da Espada de Portugal[4][12]
- Cavaleiro da Ordem da Coroa de Itália[4][12]
- Cavaleiro da Ordem do Leão Neerlandês da Holanda[4][12]
- etc

### Obras
Escreveu e, da sua vasta obra, destacam-se:
- Espinhos e Amores, versos, Coimbra, 1859[12]
- Estudos dos Portos Comerciais, Coimbra, 1885[13]
- Breves Notícias sobre os arquipélagos da Madeira, Açores, Cabo Verde e Canárias, Lisboa, 1898[12][13]
- No Oriente, de Nápoles à China, 2 volumes para a Exposição do Centenário da Índia, em 1898, s. l., 1898[12][13]
- Os Portos Marítimos de Portugal e ilhas adjacentes, II Volumes, Lisboa, 1904-1910[13]
- Elogio Histórico de Bento Fortunato de Moura Coutinho de Almeida de Eça, Lisboa, 1906[13]
- Sobre o Mondego e a Barra da Figueira, sob o ponto de vista da navegação, da agricultura e da saúde pública[12]
- Sobre a navegação do Alto Mondego[12]
- Sobre os melhoramentos do campo de Lis[12]
- Sobre diversos assuntos hidráulicos[12]
- Sobre o melhoramento do Tibre e defesa de Roma contra inundações[12]
- Sobre diversos portos marítimos e comerciais da Europa, Ásia, África e Oceânia[12]
- Descrição dos portos marítimos de Portugal e Ilhas[12]

### Morte
Quando faleceu, várias individualidades assistiram ao seu funeral, no Cemitério dos Prazeres, entre as quais o Ministro das Colónias.